# Filmografia lui Jean Marais
Aceasta este filmografia actorului Jean Marais:
| An   | Titlu                               | Rol                                     | Regizor               |
| ---- | ----------------------------------- | --------------------------------------- | --------------------- |
| 1933 | Dans les rues                       | nemenționat                             | Victor Trivas         |
| 1933 | L'Épervier                          | nemenționat                             | Marcel L'Herbier      |
| 1933 | Étienne                             | nemenționat                             | Jean Tarride          |
| 1934 | Le Scandale                         | liftier                                 | Marcel L'Herbier      |
| 1934 | L'Aventurier                        | tânărul muncitor                        | Marcel L'Herbier      |
| 1934 | Le Bonheur                          | nemenționat                             | Marcel L'Herbier      |
| 1936 | Les Hommes nouveaux                 | the office clerk                        | Marcel L'Herbier      |
| 1936 | Nuits de feu                        | nemenționat                             | Marcel L'Herbier      |
| 1937 | Abus de confiance                   | Marais                                  | Henri Decoin          |
| 1937 | Bizarre, Bizarre                    | nemenționat                             | Marcel Carné          |
| 1941 | Le Pavillon brûle                   | Daniel                                  | Jacques de Baroncelli |
| 1942 | Le Lit à colonnes                   | Rémi Bonvent                            | Roland Tual           |
| 1943 | L'Éternel retour                    | Patrice                                 | Jean Delannoy         |
| 1943 | Voyage sans espoir                  | Alain Ginestier                         | Christian-Jaque       |
| 1945 | Carmen                              | Don José                                | Christian-Jaque       |
| 1946 | Beauty and the Beast                | Bestia / Prințul / Avenant              | Jean Cocteau          |
| 1947 | The Royalists                       | Marchizul de Montauran                  | Henri Calef           |
| 1947 | Ruy Blas                            | Ruy Blas                                | Pierre Billon         |
| 1947 | L'Aigle à deux têtes                | Stanislas                               | Jean Cocteau          |
| 1948 | Aux yeux du souvenir                | Jacques Forester                        | Jean Delannoy         |
| 1948 | Le Secret de Mayerling              | Archduke Rodolphe                       | Jean Delannoy         |
| 1948 | Les Parents terribles               | Michel                                  | Jean Cocteau          |
| 1949 | Orphée                              | Orphée                                  | Jean Cocteau          |
| 1950 | Le Château de verre                 | Rémy Marsay                             | René Clément          |
| 1950 | Les Miracles n'ont lieu qu'une fois | Jérôme                                  | Yves Allégret         |
| 1951 | Nez de cuir                         | Roger de Tainchebraye                   | Yves Allégret         |
| 1952 | L'Amour, Madame                     | cameo appearance                        | Gilles Grangier       |
| 1952 | La Maison du silence                | the former maquis                       | Georg Wilhelm Pabst   |
| 1953 | L'Appel du destin                   | Lorenzo Lombardi                        | Georges Lacombe       |
| 1953 | Les Amants de minuit                | Marcel Dulac                            | Roger Richebé         |
| 1953 | Dortoir des grandes                 | Désiré Marco                            | Henri Decoin          |
| 1953 | Julietta                            | André Landrecourt                       | Marc Allégret         |
| 1954 | Contele de Monte Cristo             | Edmond Dantès / Contele de Monte-Cristo | Robert Vernay         |
| 1954 | Le Guérisseur                       | Dr. Jean Scheffer                       | Yves Ciampi           |
| 1954 | Royal Affairs in Versailles         | Louis XV of France                      | Sacha Guitry          |
| 1955 | Futures vedettes                    | Éric Walter                             | Marc Allégret         |
| 1955 | Napoléon                            | Montholon                               | Sacha Guitry          |
| 1956 | Goubbiah, mon amour                 | Goubbiah                                | Robert Darène         |
| 1956 | Toute la ville accuse               | François Nérac                          | Claude Boissol        |
| 1956 | Elena et les hommes                 | Général François Rollan                 | Jean Renoir           |
| 1956 | Si Paris nous était conté           | Francis I of France                     | Sacha Guitry          |
| 1957 | Typhon sur Nagasaki                 | Pierre Marsac                           | Yves Ciampi           |
| 1957 | S.O.S. Noronha                      | Frédéric Coulibaud                      | Georges Rouquier      |
| 1957 | Amour de poche                      | Jérôme Nordman                          | Pierre Kast           |
| 1957 | La Vie à deux                       | Teddy Brooks                            | Clément Duhour        |
| 1957 | Le Notti bianche                    | the tenant                              | Luchino Visconti      |
| 1957 | La Tour, prends garde !             | Henri La Tour                           | Georges Lampin        |
| 1958 | Chaque jour a son secret            | Xavier Lezcano                          | Claude Boissol        |
| 1959 | Le Bossu                            | Henri de Lagardère                      | André Hunebelle       |
| 1959 | Le Testament d'Orphée               | Oedipe (nemenționat)                    | Jean Cocteau          |
| 1960 | Austerlitz                          | Lazare Carnot                           | Abel Gance            |
| 1960 | Le Capitan                          | François de Capestan                    | André Hunebelle       |
| 1961 | La Princesse de Clèves              | Le Prince de Clèves                     | Jean Delannoy         |
| 1961 | Le Capitaine Fracasse               | Capitaine Fracasse                      | Pierre Gaspard-Huit   |
| 1961 | Le Miracle des loups                | Robert de Neuville                      | André Hunebelle       |
| 1961 | Napoléon II l'Aiglon                | Montholon                               | Claude Boissol        |
| 1961 | L'Enlèvement des Sabines            | Mars                                    | Richard Pottier       |
| 1962 | Pilat din Pont                      | Pilat din Pont                          | Gian Paolo Callegari  |
| 1962 | Le Masque de fer                    | d'Artagnan                              | Henri Decoin          |
| 1962 | Les Mystères de Paris               | Rodolphe de Sambreuil                   | André Hunebelle       |
| 1963 | L'honorable Stanislas, agent secret | Stanislas Evariste Dubois               | Jean-Charles Dudrumet |
| 1964 | Patate                              | Noël Carradine                          | Robert Thomas         |
| 1964 | Fantômas                            | Fantômas/Fandor                         | André Hunebelle       |
| 1964 | Thomas l'imposteur                  | Narrator (voice)                        | Georges Franju        |
| 1965 | Le gentleman de Cocody              | Jean-Luc Hervé de la Tommeraye          | Christian-Jaque       |
| 1965 | Pleins feux sur Stanislas           | Stanislas Evariste Dubois               | Jean-Charles Dudrumet |
| 1965 | Train d'enfer                       | Antoine Donadieu                        | Gilles Grangier       |
| 1965 | Fantômas se déchaîne                | Fantômas/Fandor                         | André Hunebelle       |
| 1965 | Le Saint prend l'affût              | Simon Templar                           | Christian-Jaque       |
| 1966 | Sept hommes et une garce            | Dorgeval                                | Bernard Borderie      |
| 1966 | Fantômas contre Scotland Yard       | Fantômas/Fandor                         | André Hunebelle       |
| 1969 | Le Paria                            | Manu                                    | Claude Carliez        |
| 1970 | La Provocation                      | Christian                               | André Charpak         |
| 1970 | Le Jouet criminel                   | the nameless protagonist                | Adolfo Arrieta        |
| 1970 | Peau d'âne                          | "The first King"                        | Jacques Demy          |
| 1976 | Vaincre à Olympie (TV)              | Menesthée                               | Michel Subiela        |
| 1976 | Chantons sous l'Occupation          | în rolul său                            | André Halimi          |
| 1980 | Les Parents terribles               | Georges                                 | Yves-André Hubert     |
| 1982 | Cher menteur (TV)                   | George Bernard Shaw                     | Alexandre Tarta       |
| 1985 | Parking                             | Hades                                   | Jacques Demy          |
| 1986 | Lien de parenté                     | Victor Blaise                           | Willy Rameau          |
| 1992 | Les Enfants du naufrageur           | Marc-Antoine                            | Jérôme Foulon         |
| 1995 | Les Misérables                      | Monseigneur Myriel                      | Claude Lelouch        |
| 1996 | Stealing Beauty                     | Monsieur Guillaume                      | Bernardo Bertolucci   |
| 1997 | Milice, film noir                   | în rolul său                            | Alain Ferrari         |
| 1999 | Luchino Visconti                    | în rolul său                            | Carlo Lizzani         |